# Przebendowo
Przebendowo (do 31 grudnia 2007 roku Przebędowo – samodzielna osada; kaszb. Przébendowò) – stara kaszubska osada szlachecka w Polsce, położona w województwie pomorskim, w powiecie wejherowskim, w gminie Choczewo, przy drodze wojewódzkiej nr 213. Obecnie osada podległa – będąca jednocześnie częścią składową sołectwa Choczewko. 
W latach 1975–1998 miejscowość położona była w województwie gdańskim.
Zabytkowy dwór z XIX wieku znajduje się w rękach prywatnych. W latach 1980–2009 w Przebendowie mieściła się Stacja Badania Wędrówek Ptaków (SBWP), samodzielna jednostka Wydziału Biologii Uniwersytetu Gdańskiego stworzona przez prof. dr. hab. Przemysława Busse.

## Integralne części osady
| SIMC    | Nazwa        | Rodzaj     |
| ------- | ------------ | ---------- |
| 0160442 | Przebendówko | przysiółek |

## Demografia
Współczesna struktura demograficzna osady Przebendowo na podstawie danych z lat 1995–2009 według roczników GUS-u, z prezentacją danych z 2002 roku:

| WYSZCZEGÓLNIENIE | WYSZCZEGÓLNIENIE | WYSZCZEGÓLNIENIE | WYSZCZEGÓLNIENIE | WYSZCZEGÓLNIENIE | J. m.       | POPULACJA MIESZKAŃCÓW (w przedziałach wiekowych w 2002 roku) | POPULACJA MIESZKAŃCÓW (w przedziałach wiekowych w 2002 roku) | POPULACJA MIESZKAŃCÓW (w przedziałach wiekowych w 2002 roku) | POPULACJA MIESZKAŃCÓW (w przedziałach wiekowych w 2002 roku) | POPULACJA MIESZKAŃCÓW (w przedziałach wiekowych w 2002 roku) | POPULACJA MIESZKAŃCÓW (w przedziałach wiekowych w 2002 roku) | POPULACJA MIESZKAŃCÓW (w przedziałach wiekowych w 2002 roku) | POPULACJA MIESZKAŃCÓW (w przedziałach wiekowych w 2002 roku) | POPULACJA MIESZKAŃCÓW (w przedziałach wiekowych w 2002 roku) | POPULACJA MIESZKAŃCÓW (w przedziałach wiekowych w 2002 roku) |
| WYSZCZEGÓLNIENIE | WYSZCZEGÓLNIENIE | WYSZCZEGÓLNIENIE | WYSZCZEGÓLNIENIE | WYSZCZEGÓLNIENIE | J. m.       | OGÓŁEM                                                       | 0-9                                                          | 10-19                                                        | 20-29                                                        | 30-39                                                        | 40-49                                                        | 50-59                                                        | 60-69                                                        | 70-79                                                        | 80 +                                                         |
| ---------------- | ---------------- | ---------------- | ---------------- | ---------------- | ----------- | ------------------------------------------------------------ | ------------------------------------------------------------ | ------------------------------------------------------------ | ------------------------------------------------------------ | ------------------------------------------------------------ | ------------------------------------------------------------ | ------------------------------------------------------------ | ------------------------------------------------------------ | ------------------------------------------------------------ | ------------------------------------------------------------ |
| I.               | OGÓŁEM           | OGÓŁEM           | OGÓŁEM           | OGÓŁEM           | os.         | 55                                                           | 4                                                            | 10                                                           | 4                                                            | 6                                                            | 13                                                           | 7                                                            | 5                                                            | 5                                                            | 1                                                            |
| I.               | —                | odsetek          | odsetek          | odsetek          | %           | 100                                                          | 7,1                                                          | 18,2                                                         | 7,3                                                          | 11                                                           | 23,6                                                         | 12,8                                                         | 9,1                                                          | 9,1                                                          | 1,8                                                          |
| I.               | 1.               | WEDŁUG PŁCI      | WEDŁUG PŁCI      | WEDŁUG PŁCI      | WEDŁUG PŁCI | WEDŁUG PŁCI                                                  | WEDŁUG PŁCI                                                  | WEDŁUG PŁCI                                                  | WEDŁUG PŁCI                                                  | WEDŁUG PŁCI                                                  | WEDŁUG PŁCI                                                  | WEDŁUG PŁCI                                                  | WEDŁUG PŁCI                                                  | WEDŁUG PŁCI                                                  | WEDŁUG PŁCI                                                  |
| I.               | 1.               | A.               | Mężczyzn         | Mężczyzn         | os.         | 27                                                           | 2                                                            | 4                                                            | 3                                                            | 3                                                            | 7                                                            | 4                                                            | 2                                                            | 2                                                            | —                                                            |
| I.               | 1.               | A.               | —                | odsetek          | %           | 49,1                                                         | 3,6                                                          | 7,3                                                          | 5,5                                                          | 5,5                                                          | 12,7                                                         | 7,3                                                          | 3,6                                                          | 3,6                                                          | —                                                            |
| I.               | 1.               | B.               | Kobiet           | Kobiet           | os.         | 28                                                           | 2                                                            | 6                                                            | 1                                                            | 3                                                            | 6                                                            | 3                                                            | 3                                                            | 3                                                            | 1                                                            |
| I.               | 1.               | B.               | —                | odsetek          | %           | 50,9                                                         | 3,5                                                          | 10,9                                                         | 1,8                                                          | 5,5                                                          | 10,9                                                         | 5,5                                                          | 5,5                                                          | 5,5                                                          | 1,8                                                          |

 Rysunek 1.1 Piramida populacji — struktura płci i wieku osady
| I. | OGÓŁEM | OGÓŁEM  | OGÓŁEM            | OGÓŁEM            | OGÓŁEM            | os.     | 55      | 27      | 28      |         |         |         |         |         |         |         |         |         |         |         |
| I. | —      | odsetek | odsetek           | odsetek           | odsetek           | %       | 100     | 49,1    | 50,9    |         |         |         |         |         |         |         |         |         |         |         |
| I. | 1.     | W WIEKU | W WIEKU           | W WIEKU           | W WIEKU           | W WIEKU | W WIEKU | W WIEKU | W WIEKU | W WIEKU | W WIEKU | W WIEKU | W WIEKU | W WIEKU | W WIEKU | W WIEKU | W WIEKU | W WIEKU | W WIEKU | W WIEKU |
| I. | 1.     | A.      | Przedprodukcyjnym | Przedprodukcyjnym | Przedprodukcyjnym | os.     | 9       | 5       | 4       |         |         |         |         |         |         |         |         |         |         |         |
| I. | 1.     | A.      | —                 | odsetek           | odsetek           | %       | 16,4    | 9,1     | 7,3     |         |         |         |         |         |         |         |         |         |         |         |
| I. | 1.     | B.      | Produkcyjnym      | Produkcyjnym      | Produkcyjnym      | os.     | 36      | 19      | 17      |         |         |         |         |         |         |         |         |         |         |         |
| I. | 1.     | B.      | —                 | odsetek           | odsetek           | %       | 65,4    | 34,5    | 30,9    |         |         |         |         |         |         |         |         |         |         |         |
| I. | 1.     | B.      | a.                | mobilnym          | mobilnym          | os.     | 24      | 11      | 13      |         |         |         |         |         |         |         |         |         |         |         |
| I. | 1.     | B.      | a.                | —                 | odsetek           | %       | 43,6    | 20      | 23,6    |         |         |         |         |         |         |         |         |         |         |         |
| I. | 1.     | B.      | b.                | niemobilnym       | niemobilnym       | os.     | 12      | 8       | 4       |         |         |         |         |         |         |         |         |         |         |         |
| I. | 1.     | B.      | b.                | —                 | odsetek           | %       | 21,8    | 14,5    | 7,3     |         |         |         |         |         |         |         |         |         |         |         |
| I. | 1.     | C.      | Poprodukcyjnym    | Poprodukcyjnym    | Poprodukcyjnym    | os.     | 10      | 3       | 7       |         |         |         |         |         |         |         |         |         |         |         |
| I. | 1.     | C.      | —                 | odsetek           | odsetek           | %       | 18,2    | 5,5     | 12,7    |         |         |         |         |         |         |         |         |         |         |         |